# Hagenella clathrata
Hagenella clathrata – owad z rzędu chruścików (Insecta:Trichoptera) z rodziny Phryganeidae. Jest to gatunek o rozmieszczeniu palearktycznym, ginący w Europie, w Polsce rzadki (kategoria zagrożenia EN). Dawniej był szeroko rozmieszczony w Europie, obecnie stosunkowo często występujący jedynie na Polesiu Białoruskim. W Polsce pod koniec XIX i na początku XX wieku występujący na Pobrzeżu Bałtyckim, Pojezierzu Pomorskim, Pojezierzu Mazurskim, Puszczy Białowieskiej, Górnym i Dolnym Śląsku, a także okolicach Sokala (górny odcinek Bugu – obecnie Ukraina). Po roku 1950 obecność stwierdzana na Pojezierzu Mazurskim, Puszczy Białowieskiej, Wyżynie Małopolskiej i Lasach Janowskich. Po roku 1975 gatunek ten sporadycznie spotykany był na Bagnach Biebrzańskich, Lasach Janowskich – dwa stanowiska oraz Wyżynie Łódzkiej i Górach Świętokrzyskich. W ostatnich latach, dzięki badaniom polskich trichopterologów wykazano kolejne stanowiska występowania tego gatunku.

## Siedlisko
Gatunek związany z torfowiskami wysokimi. Larwy rozwijają się w zbiornikach wodnych torfowisk sfagnowych, sporadycznie w torfiankach antropogenicznego pochodzenia. Nigdzie nie występują licznie. Imagines latające w pobliżu zbiorników wodnych o charakterze torfowiskowym.

## Biologia
Imagines aktywne w maju i czerwcu, lot odbywa się wieczorem i w nocy. Odżywiają się sokami roślinnymi. Larwy prowadzą wodny tryb życia, budują przenośne domki, zbudowane z fragmentów butwiejących liści, złączonych jedwabną przędzą. Domek rurkowany jest lekko zagięty. Larwy osiągają długość do 2 cm. Są wszystkożerne, odżywiają się innymi drobnymi zwierzętami jak i częściami roślinnymi. Zasiedlają niewielkie kwaśne zbiorniki znajdujące się na torfowiskach wysokich oraz zbiorniki śródleśne ze Sphagnum. Larwa ostatniego stadium zasklepia domek larwalny i tam następuje przepoczwarczenie.

## Zagrożenie
Trudno jest oszacować wielkość populacji ze względu na nieliczne stanowiska występowania i małą liczebność. Obserwacje odnoszą się do pojedynczych osobników larw lub imago. Prawdopodobnie występuje na większej liczbie stanowisk niż dotychczas wykazano, jednakże są to stanowiska rozproszone i o mało licznej populacji. Zanikanie populacji Hagenella clathrata związane jest z zanikaniem i antropogenicznymi przekształceniami torfowisk wysokich. Zagrożenie wyginięciem będzie raczej się zwiększało. Gatunek uznany za silnie zagrożony w Niemczech, gdzie w wielu regionach nie obserwowano go po roku 1970, mimo prowadzonych intensywnych poszukiwań. Zagrożony jest wyginięciem także na Węgrzech. Należy sądzić, że gatunek zanika w prawie całej Europie, wraz z postępującą industrializacją i gospodarczym eksploatowaniem torfowisk.
Obecnie znane stanowiska występowania tego gatunku znajdują się na terenie parków narodowych i krajobrazowych. Stwarza to szanse na przetrwanie gatunku.
Aktualne sposoby ochrony: gatunek umieszczony na czerwonej liście zwierząt i nie objęty ochroną gatunkową. Aktualnie znane stanowiska tego gatunku znajdują się na terenie parków narodowych i krajobrazowych. Stwarza to szanse za przetrwanie gatunku.
Ze względu na rozproszone stanowiska wskazane byłoby objecie ochroną większej liczby torfowisk na terenie całego kraju, a także wskazana jest aktywna renaturalizacja wyrobisk torfu, tak aby umożliwić odtworzenie siedlisk i powtórną rekolonizację. Dla skutecznej ochrony niezbędne byłoby zabezpieczenie większego obszaru siedlisk na Polesiu, zarówno po stronie polskiej, białoruskiej jak i ukraińskiej. Zabezpieczałoby to populację w skali całej Europy.